# Foresta vergine di Janj
La foresta vergine di Janj (in bosniaco Prašuma Janj; in serbo Прашума Јањ?) è una riserva naturale protetta nel territorio del comune di Šipovo, in Bosnia ed Erzegovina. La riserva naturale è stata istituita con una decisione del governo della Repubblica Srpska del 18 dicembre 2012. Secondo la classificazione dell'Unione internazionale per la conservazione della natura (IUCN), la foresta vergine è protetta secondo la massima categoria di protezione - Ia.
L'area protetta è stata inoltre dichiarata patrimonio dell'umanità per decisione  dell'UNESCO come una componente del sito seriale denominato antiche faggete primordiali dei Carpazi e di altre regioni d'Europa.

## Descrizione
Si trova nella parte occidentale della Repubblica Srpska, nel territorio del comune di Šipovo, sulle pendici occidentali del massiccio di Stolovaš. L'altitudine della riserva naturale protetta è compresa tra 1180 m s.l.m. e 1510 m s.l.m.. Occupa un'area di 295 ettari e il nucleo (parte ristretta della riserva) della foresta vergine copre un'area di 57,2 ettari. La Riserva della foresta vergine di Janj è stata posta sotto tutela nel 1954, anzitutto come struttura per la ricerca scientifica, ma anche come rarità naturale attrattiva per i visitatori. Il nucleo della foresta primaria di 58 ettari è stato protetto dallo sfruttamento e da qualsiasi attività umana sin dagli anni '60. La foresta vergine è gestita dall'ente Foreste della Republika Srpska, nello specifico dall'azienda forestale Gorica di Šipovo - unità economica Gornji Janj.
La maggior parte della flora della foresta vergine di Janj è costituita da faggi e abeti, ma anche aceri, olmi, frassini e abeti rossi. Le foreste vergini sono considerate foreste costituite da alberi di diverse dimensioni ed età che sono stati creati e sviluppati naturalmente, senza l'influenza umana. In esse avvengono processi naturali, a partire dalla germinazione fino alla morte naturale degli alberi e ai processi che seguono.

## Patrimonio mondiale
Il Comitato del patrimonio mondiale dell'UNESCO nel luglio 2021, nell'ambito della sua quarantaquattresima sessione, ha deciso di dichiarare la foresta vergine di Janj sito del patrimonio mondiale, come estensione del sito seriale già riconosciuto delle antiche faggete primordiali dei Carpazi e di altre regioni d'Europa. L'inclusione della foresta vergine di Janj come componente aggiuntiva del patrimonio seriale già esistente è di eccezionale importanza per la Bosnia ed Erzegovina, perché è il suo primo sito naturale ad essere inserito nella lista dei patrimoni dell'umanità dell'UNESCO. Il Ministero della Pianificazione Territoriale, dell'Edilizia e dell'Ecologia della Repubblica Srpska, l'azienda forestale Gorica di Šipovo, l'Istituto della Repubblica per la protezione del patrimonio storico-culturale e storico-naturale, l'Associazione dei cacciatori Tetrijeb Teslić, la Società ornitologica "Nostri uccelli" e la Commissione statale per la cooperazione con l'UNESCO hanno collaborato per presentare la candidatura insieme all'ufficio dell'UNESCO a Sarajevo.